# 제순
제순 유우씨(帝舜有虞氏)는 중국 신화 속 군주의 이름으로, 중국의 삼황오제(三皇五帝) 신화 가운데 오제의 마지막 군주이다. 주로 선대의 요(堯)와 함께 이른바 '요순(堯舜)'이라 하여 성군(聖君)의 대명사로 일컬어진다. 현재까지 순의 역사적 실존성은 정확히 밝혀진 바는 없고, 다만 우왕과의 관계에서 하나라 이전에도 국가 비슷한 실체가 형성되어 있음을 보여주는 자료로 사용된다.
왕망이 제순을 묘호 시조(始祖)로 추존하였다.

## 생애
순은 전욱(顓頊) 고양의 후손으로 성은 우(虞), 이름은 중화(重華)이고 우순(虞舜) 또는 제순유우(帝舜有虞)로도 부른다. 제왕의 후손이나 여러 대를 거치면서 지위가 낮은 서민이 되어 가난하게 살았다. 부친인 고수(瞽叟)는 장님으로, 순의 모친이 사망한 후 계비를 들여 아들 상(象)을 낳았다. 고수는 상을 편애하여 순을 죽이고자 하였고 순은 부모가 죄를 짓지 않도록 하기 위해 이를 잘 피하면서 효도를 다하였다. 20세 때 효자로 이름이 널리 알려졌으며, 30세에 요가 순을 후계자로 삼고자 하고 순을 시험하기 위해 여러 가지 임무를 맡기고 아황과 여영, 두 딸을 시집보냈다.
순이 여러 임무를 잘 수행하고 두 딸과의 가정생활도 원만하자, 요는 순을 등용하여 천하의 일을 맡겼다. 순은 선대 제왕들의 신하들의 후손을 찾아 적재적소에 임명하였으며 악한 후손들은 멀리 변방으로 유배하여 악인을 경계하였다. 순이 등용되어 20년이 지난 후, 요는 순을 섭정으로 삼고 은거하였다. 8년 후 요가 사망하자, 순은 요의 아들 단주(丹朱)에게 왕위를 양보하고 변방에 은거하였다. 그러나 백관과 백성들이 은거한 순을 찾아와 조회를 보고 재판을 치르자 천명을 거스를 수 없음을 깨닫고 돌아와 왕이 되었다고 한다.
순은 왕위에 즉위한 이후 여러 신하들을 전문적인 직분에 따라 임명하였으며 사방의 오랑캐를 정벌하고 회유하여 넓은 강역에까지 통치가 미치게 되었다. 특히 홍수를 다스리기 위해 우(禹)를 등용하여 마침내 치수에 성공하였다. 우의 성공적인 치수로 농토가 증대되고 천하의 모든 사람들이 순왕의 뛰어난 인재 등용을 칭송하였다. 순왕은 우를 치하하며 그에게 구슬을 하사하였다. 우의 공로가 뛰어났고, 순의 아들 상균(商均)이 왕위에 적합하지 않았기 때문에 순은 재위 22년 만에 우를 하늘에 천거하여 후계자로 삼았으며, 재위 39년에 남쪽을 순수하던 도중 사망하였다.

## 관용 표현
순은 요와 함께 상고시대의 대표적인 성군(聖君)으로 손꼽히고 있다. 그래서 중국 문화권에서는 훌륭한 군주를 가리켜 요순과 같다고 찬양하는 관용표현이 널리 사용되었다. 하나라의 우왕, 은나라의 탕왕을 합쳐 요순우탕(堯舜禹湯)이라 부르기도 한다. 또한 뛰어난 군주의 치세를 일컬어 요순시대(堯舜時代)라 부르기도 한다. 요순시대는 태평성대와 같은 의미의 관용 표현이기도 하다. 요순 시절의 태평성대는 중국 역사상 주로 “되돌아갈 수 없는 좋은 옛 시절”을 나타내는 표현으로 자주 사용되었으며, 각종 시, 노래, 민요, 상소문 등에서 용례를 찾아볼 수 있다.
한편으로, 역성혁명을 꾀하던 자들이 요순임금의 예를 들며 자신이야말로 백성의 신망을 받는 지도자라는 점을 강조하는데 이용되기도 하였다.

## 선양 전설
선양(禪讓)은 군주가 혈연관계가 없는 후계자에게 왕위를 물려주는 것이다. 중국의 신화 시대에 성천자(聖天子)로 일컬어지는 요·순·우(禹)가 차례로 왕위를 물려주었다는 전설에서 탄생한 개념이다. 요가 아들 단주(丹朱)를 제치고 순에게 왕위를 물려준 것과, 순이 아들 상균(商均)을 제치고 능력을 갖춘 인재인 우를 후계자로 삼아 왕위를 물려주었던 것이 선양 전설의 요체이다.
선양은 신화 속 태평성대의 군주들에 의해 이루어진 것으로 칭송을 되었으며, 이상적인 군주 교체의 방법으로 여겨졌다. 그러나 한비자와 죽서기년에 따르면 요와 순의 선양은 허구였으며 순이 요를, 우는 순을 무력으로 몰아내거나 감금하고 자신들이 제왕이 되었다고 전해진다.

## 출신
맹자는 순(舜)을 동이족의 한 갈래로 파악하고, 헌원은 주족의 가계로 파악하였다. 오제의 가계가 실제로 연결된다고 파악하는 이론은 드물다. 실제 왕위를 세습했다는 증거는 없다고 한다. 일반적으로 규성 성씨의 선조로 여기고 있고, 그 자손들이 후기 제나라 지역 명을 성으로 삼았다고 전한다.

## 같이 보기
- 요
- 삼황오제
- 선위
- 비자(非子)
- 황제(黃帝)

| 전임 제요 도당씨 | 중국의 임금(帝) 기원전 2180년경 ~ 기원전 2146년경 | 후임 제우 하후씨 |

1. ↑  《漢書卷·九十九下》：九廟：一曰黃帝太初祖廟，二曰帝虞始祖昭廟，三曰陳胡王統祖穆廟，四曰齊敬王世祖昭廟，五曰濟北愍王王祖穆廟，凡五廟不墮云；六曰濟南伯王尊禰昭廟，七曰元城孺王尊禰穆廟，八曰陽平頃王戚禰昭廟，九曰新都顯王戚禰穆廟。